# 북부유대하늘다람쥐
북부유대하늘다람쥐 또는 북부주머니하늘다람쥐(Petaurus abidi)는 주머니하늘다람쥐과에 속하는 유대류의 일종이다. 파푸아뉴기니의 토착종이다. 일차림, 중부산지 열대 습윤 숲에서 발견된다. 또한 숲에서 가까운 교외 지역에서도 알려져 있다. 북부유대하늘다람쥐는 개체군 서식 지역 범위가 100km2 이하로 멸종위급종으로 분류되고 있으며, 모든 개체군이 단일 지역 안에 위치하고 있고, 산림 벌채와 사람들의 서식지 침범때문에 서식지의 질이 악화되고 있다. 사냥도 주요 위협 요인이다.